# Snorre Peak
Der Snorre Peak ist ein über 800 m hoher und kegelförmiger Berg auf Südgeorgien im Südatlantik. Er ragt etwa 1,4 km südwestlich des Lake Aviemore auf der Barff-Halbinsel auf.
Das UK Antarctic Place-Names Committee benannte ihn 2009. Namensgeberin ist die Snorre, einer der ersten drei Walfänger, die ab 1909 von der Godthul aus operiert hatten.